# Çerçioğlu, Düziçi
Çerçioğlu là một xã thuộc huyện Düziçi, tỉnh Osmaniye, Thổ Nhĩ Kỳ. Dân số thời điểm năm 2010 là 1578 người.